# تپه شنگان
تپه شنگان مربوط به مفرغ است و در شهرستان قروه، بخش ییلاق، دهستان ییلاق جنوبی، روستای زاغه واقع شده و این اثر در تاریخ ۶ اسفند ۱۳۸۵ با شمارهٔ ثبت ۱۷۴۴۹ به‌عنوان یکی از آثار ملی ایران به ثبت رسیده است.